# Symphonie einer Weltstadt
Symphonie einer Weltstadt, oder Berlin – Wie es war ist eine Dokumentation des Lebens in Berlin aus dem Jahr 1941.

## Handlung
Der Film ist wie eine nostalgische Stadtrundfahrt durch Berlin, bevor die Stadt durch den Zweiten Weltkrieg zerstört wurde. Dieses Thema war bereits Ende der 1920er Jahre sehr beliebt, wie auch ähnliche Produktionen, wie zum Beispiel der Stummfilm Berlin – Die Sinfonie der Großstadt aus dem Jahr 1927 belegen. Berlin – wie es war ist jedoch ein Film mit Ton, in dem Sinne, dass ein Sprecher die bewegten Bilder kommentiert, während entsprechende Musik den Text untermalt. Die Aufführung wurde jedoch von den Nationalsozialisten verboten, da schon kurze Zeit nach der Fertigstellung des Films das dargestellte Bild der Stadt sich durch Bombenschäden teilweise schmerzlich verändert hatte. So kam es erst im Jahre 1950 zur Uraufführung unter dem Titel „Berlin wie es war“.
Der Film beginnt mit Luftaufnahmen von Berlin. Er lässt den Tag über Berlin anfangen und zeigt mehrere Szenen von Arbeitern unter und über Tage. Bilder aus dem Fenster in einen Hinterhof und auf das Straßenleben. Milch und andere Waren werden an der Straße verkauft. Die Natur erwacht an einem Fluss. Fischer holen die Netze ans Land. Reiter starten in einem Park. Es folgen Bilder mit Fassaden in der Stadt. Eine kleine Musikkapelle spielt am Rande eines Wochenmarktes, wo Fische und andere Lebensmittel verkauft werden. Eine Kutsche passiert die größten und modernsten Gebäude zwischen Tiergarten und dem Landwehrkanal. Schiffe werden beladen, Szenen aus dem Hafen. Es folgen Szenen vom alten Gendarmenmarkt, aus der Berliner U-Bahn, vom Kurfürstendamm, der Kaiser-Wilhelm-Gedächtnis-Kirche, dem Alexanderplatz.
Der Film läuft seit 13. Juli 1989 ununterbrochen mindestens einmal die Woche im Adria Filmtheater in Berlin (Stand Juli 2022), inzwischen einmal monatlich (Stand Juni 2025).